# ライドライドライド
『ライドライドライド』は、2014年9月24日の22:00 - 22:59に、NHK宇都宮放送局放送開局70周年記念企画の栃木発地域ドラマとして、NHK BSプレミアムにて放送された日本のテレビドラマである。主演は瀬戸康史が務めた。

## キャスト
平井 守
演 - 瀬戸康史
那須信用金庫職員。
遠山 一成
演 - 袴田吉彦
那須ベンガーズキャプテン。
佐野 美弥子
演 - 臼田あさ美
平井守の恋人。
小山田 博
演 - 鶴見辰吾
那須どうぶつワールド大王・那須ベンガーズ監督。
寺岡 泰三
演 - マキタスポーツ
那須寺岡牧場を経営する酪農家。
上川 正則
演 - 菅原大吉
平井守の上司。
中村 悠里
演 - 石黒英雄
那須ベンガーズのエース。
岩谷 幸人
演 - 斎藤嘉樹
那須ベンガーズのレーサー。
永浜 昴
演 - 池岡亮介
那須ベンガーズ、後輩レーサーの幸人と名コンビ。

## スタッフ
- 作者 - 坪田文
- 音楽 - 光田康典
- 主題歌 - 斉藤和義「ワンダーランド」[1]
- 演出 - 桑野智宏（NHK宇都宮放送局放送部）
- プロデューサー - 神沢祐作（NHK製作局テレビ番組部）
- 製作統括 - 小森達夫（NHK宇都宮放送局放送部）、陸田元一（NHK製作局テレビ番組部）